# باراو كوخرد
 باراو كوخرد  (قنوات المياه ) ، (بالفارسية: پاراو كوخرد، بالإنجليزية: Paraw Kukherd ) ، لذلك تسمى (قنات باراو ) ، وتسمى كذلك (الفقارة، الأفلاج) هي إحدى وسائل الري القديمة، في شمال الغربي لـمدينة ناحية كوخرد في ناحية كوخرد، تابع لناحية كوخرد  (بالفارسية: بخش كوخرد)  من توابع مدينة بستك في محافظة هرمزگان في جنوب إيران. ويعود تاريخ هذا الأثر إلى عهد الساساني.
تعتبر القنوات مصدر أساسي للمياه بالصحراء وهي عبارة عن مجموعة من الآبار موصولة فيما بينها بأنفاق وأخاديد تشق لتوصيل المياه فيما بينها والبعد بين الآبار يتراوح ما بين 15م -18م على عمق يتراوح ما بين08م-15م والانحدار الطبوغرافي الذي يسمح بتسرب الماء ليتم وصوله إلى المخرج بواسطة ساقية تدعى (أغيسروا) ثم يتوجه إلى البساتين لتمر قبل ذلك بالقرية السكنية حنى يتزود الناس بالماءالصالح لشرب منها.

## ربط باراو كوخرد بـ(تـرنه)
تـِرنـُه  من أشهر الفتحات الأفلاج في كوخرد التي صنعوها الأقدمون من قوم (سيبأ)، حيث كانوا يقطنون في تلك البقعة البعيدة، وكوخرد ضيعة قديمة جداً يرجع تاريخها إلى خمسة آلاف سنة قبل الإسلام ويقال أن السبئيون هم الذين قاموا ببناء هذه البلدة، وكانت تدعى ( سيبه أو سيبا ). لقد قاموا ببناء  تـِرنـُه  من الحجر و الصاروج في نهر مهران، وحيث شكل وطـراز بنـائـها المعماري التـقليـدي يــدلان على قـدم هـذه الـديـار. وكانوا يمررون المياه العذبة بواسطة هذه الأفلاج من تحت المياه المالحة إلى الضفة الثانية للنهر، لري بساتينهم ومزارعهم في سهل مدي آباد وبيك أحمد وبشكروا،قيل أن عمر هذه الأفلاج ما يقارب خمسة آلاف سنة، وبقايا آثارعا باقية حتى الآن، أما المزارع والبساتين فلا أثر لهما، لقد أندثرت معالمها تماماً.

## مكونات القناة (باراو)
تتكون الفقارة من عدة أجزاء متكاملة يعتمد كل منها على الآخر وهي كالتالي :
- البئر الرئسي.
- أبار الخدمة.[3]
- نفق جوفي لتحويل المياه يعرف بالرواق أو القناة
- الساقية الأولية (الساقية المغطاة).
- القصرية.

## معرض الصور

قنات باراو كوخرد

## وصلات خارجية

صورة جوية لقنات پاراو کوخرد (قناة (ري)) الأثري الذي يرجع تايخ بناء إلى ما قبل الإسلام. في (ناحية كوخرد)

- سدشمو
- سد جابر
- سد جاويد
- سد بست كز
- باغ زرد
- ترنه
- الادارية لمحافظة هرمزگان
- الادارية لمحافظة هرمزگان (بلده كوخرد)